# Sean Dundee
Sean William Dundee (* 7. Dezember 1972 in Durban, Südafrika) ist ein ehemaliger deutscher Fußballspieler südafrikanischer Herkunft.

## Karriere
Der Mittelstürmer, der über irische Wurzeln verfügt, begann seine Fußballkarriere in Südafrika bei Bayview Durban und D’Alberton Callies Durban. Im Jahre 1992 wechselte er zu den Stuttgarter Kickers, 1994 zum TSF Ditzingen, und 1995 ging er zum Karlsruher SC in die Bundesliga. Mit dem KSC erreichte er unter anderem das Finale um den DFB-Pokal 1996.
Dundee entwickelte sich zu einem der besten Torjäger der Bundesliga (16 Tore in der Saison 1995/96, in der folgenden Spielzeit 17 Tore). Im Dezember 1995 stand Dundee für ein Länderspiel gegen Deutschland im Aufgebot der südafrikanischen Nationalmannschaft, verzichtete aber auf einen Einsatz und gab als Grund eine Wadenverletzung an. Später berichtete Dundee, es habe innerhalb der südafrikanischen Auswahl Widerstand gegen ihn gegeben. Er wurde ebenfalls zunächst in Südafrikas Mannschaft für die Afrikameisterschaft 1996 berufen, stand bei dem Turnier dann jedoch nicht im Aufgebot. Der damalige deutsche Bundestrainer Berti Vogts stellte Dundee im Oktober 1996 in Aussicht, ihn im Fall einer Einbürgerung in der deutschen Nationalmannschaft einzusetzen. In Südafrika löste Dundees Wunsch, Deutscher zu werden, Missfallen aus. Er wurde von der deutschen Vereinigung der Vertragsfußballer (VdV) als Profi des Jahres 1996 ausgezeichnet.
Dundee wurde in Deutschland eingebürgert, um für die deutsche Nationalmannschaft spielen zu können. Das Eilverfahren war im Dezember 1996 abgeschlossen. Seine südafrikanische Staatsbürgerschaft gab Dundee ab. Bewilligt wurde die Einbürgerung vom damaligen Bundesinnenminister Manfred Kanther, der die Entscheidung mit einem „herausragenden öffentlichen Interesse“ begründete. Das Vorgehen, Dundee als Leistungssportler bei der Einbürgerung zu bevorzugen, wurde von Oppositionspolitikern der SPD und der Grünen kritisiert. Vogts sagte ihm zu, ihn im Frühjahr 1997 im Länderspiel gegen Israel einzusetzen, allerdings wurde das durch eine Wadenverletzung verhindert, die sich Dundee am vorherigen Bundesliga-Spieltag zugezogen hatte. Lediglich in der A2-Nationalmannschaft wurde er einmal eingesetzt und erzielte auch ein Tor. Direkt nach seiner Einbürgerung leistet Dundee noch, im Herbst 1997, seinen Wehrdienst ab. Nach seiner Grundausbildung beim ABC-Abwehrbataillon 750 in der General-Dr.-Speidel-Kaserne in Bruchsal wurde er in die Sportfördergruppe der Bundeswehr versetzt.
Nachdem sich der KSC und Dundee unter anderem wegen privater Affären getrennt hatten, wurde er 1998 vom englischen Erstligisten FC Liverpool verpflichtet, konnte sich dort aber nicht durchsetzen. So kehrte er 1999 zum VfB Stuttgart nach Deutschland zurück, konnte aber auch dort nicht an frühere Erfolge anknüpfen und wechselte 2003 nach Österreich zu FK Austria Wien. Nach einer Saison kehrte er im Sommer 2004 zum KSC zurück, für den er zwei Spielzeiten in der 2. Bundesliga spielte.
Im Mai 2006 unterschrieb Dundee beim Zweitligisten Kickers Offenbach einen Zweijahresvertrag, wurde allerdings in der folgenden Winterpause an die Stuttgarter Kickers ausgeliehen, für die er in der Regionalliga Süd fünf Spiele bestritt und ein Tor erzielte. Im Sommer 2008 unterschrieb er in seiner südafrikanischen Geburtsstadt einen Einjahresvertrag beim AmaZulu FC und beendete nach Ablauf des Vertrages seine Profilaufbahn.
In 162 Erstligaspielen erzielte Dundee 61 Tore, in 74 Zweitligapartien war er 14-mal erfolgreich. Außerdem kam er zu drei Kurzeinsätzen in der Premier League und zu 18 Spielen in der österreichischen Bundesliga, in der er jeweils ohne Tor blieb.
Dundee litt gegen Ende seiner Karriere unter Rückenproblemen wegen körperlicher Arbeit in seiner Kindheit und Jugend.
Ab Mitte November 2013 war er für den VSV Büchig in der Kreisklasse A spielberechtigt, für den er am 17. November 2013 gegen den VfB Grötzingen sein erstes Spiel machte. Ab November 2015 spielte Dundee gelegentlich für den FV Grünwinkel in der Kreisklasse B2 Karlsruhe, zuletzt am 26. August 2018 in dessen 2. Mannschaft.
Dundee war bei einem Fernsehsender als Fußballexperte tätig und wurde in Karlsruhe Mitarbeiter einer Hallenfußballanlage.

## Sonstiges
Wegen seiner Torgefährlichkeit während seiner ersten Zeit beim KSC bekam er, in Anspielung auf den Film Crocodile Dundee – Ein Krokodil zum Küssen, von den Medien den Spitznamen Dundee, das Torkrokodil. Außerdem erschien ein Videospiel namens Sean Dundee’s World Club Football von Ubisoft.